# Ponte do Pinhão
A Ponte do Pinhão é uma ponte que a une as margens de Pinhão (Alijó) e São João da Pesqueira sobre o rio Douro, em Portugal, a sua construção começou em 1903, e a inauguração foi em 1906. Foi projetada por Gustave Eiffel.

## Características
Ponte de vigas de ferro, com sistema Schiwedler..constituída por um tabuleiro metálico, com três tramos independentes com vãos de 68,7 metros. Os pilares e encontros da ponte foram executados em alvenaria de granito aparelhada, com preenchimento interior em enrocamento argamassado. Os três pilares da ponte estão implantados no leito do rio e apresentam alturas totais de cerca de 20 metros.

## Ligações Externas
- Quatro anos depois da reabilitação, EP reforça pilar da ponte metálica de Pinhão